# Камен Миркович
Камен Георгиев Миркович е български учен, икономист, 16-и ректор (1993 – 2003) на Университета за национално и световно стопанство. Бил е съветник в апарата на Министерския съвет по проблемите на икономическата кибернетика, държавния бюджет, паричното обращение и статистиката.

## Биография
Камен Миркович е роден на 11 ноември 1939 г. Потомък е на Георги Миркович. Завършва с отличие Икономическия техникум в Сливен през 1957 г. (промишлено счетоводство и счетоводство на капиталното строителство) и висше образование по „Политическа икономия“ през 1964 г. във ВИИ „Карл Маркс“ (днес УНСС).
От 1968 г. е доктор, от 1984 г.  доктор на икономическите науки. През 1968  1969 г. е научен сътрудник, а през 1974 -1976 г. – старши научен сътрудник в Научноизследователския институт по финанси и кредит при Министерството на финансите и БНБ. От 1969 до 1976 г. работи като съветник в апарата на Министерския съвет по проблемите на икономическата кибернетика, държавния бюджет, паричното обръщение и статистиката. От 1977 до 1986 г. работи като доцент в катедра „Икономикс“ при Университет за национално и световно стопанство, а от 1987 г.  като професор в същата катедра. Преподава дисциплините Моделиране на икономическите процеси, Кибернетика и икономика, Моделиране на инансите, Микроикономика и Макроикономика. Научните му интереси са в областта на математическата икономика и теорията на икономическото равновесие. Член-кореспондент е на Кралската академия на докторите на науките в Барселона.
Има издадени над 300 научни публикации, в т.ч. над 20 учебника. През 2000 – 2003 г. публикува три крупни монографии по микроикономика, макроикономика и международна икономика в общ обем от около 8000 стандартни машинописни страници. Дълги години е бил член и председател на Специализирания научен съвет по икономическа теория и макроикономика на Висшата атестационна комисия. Член е на Научната комисия по икономически науки на ВАК. От 1979 до 1987 г. е заместник-декан на Общоикономическия факултет на ВИИ „Карл Маркс“, през 1987 декан на този факултет, от 1987 до 1989 г.  заместник-ректор по учебната работа и първи заместник-ректор на ВИИ „Карл Маркс“, от 1991 до 2000 г. е ръководител на катедра „Икономикс“ при УНСС и от 1993 до 2003 г. ректор на УНСС. Участва в множество специализации, научни конгреси и срещи, посветени на проблемите на висшите училища (в София, Москва, Варшава, Прага, Будапеща, Братислава, Лондон, Тюсон  Аризона, Берлин, Сао Пауло, Париж, Барселона, Сантяго де Компостела, Толедо, Реус, Леида, Кайро, Пекин, Буенос Айрес, Мадрид, Сидни, Рио де Жанейро, Женева, Атина, Сеул, Хонгконг, Каракас, Мерида, Мексико-сити, Токио, Бепу, Киото, Осло, Стокхолм, Ню Йорк, Вашингтон и др.).
Почива на 4 ноември, 2021 г. 

## Признания и отличия
От 1987 г. Камен Миркович е носител на ордена „Кирил и Методий – ІІ степен“, а от 2004 г. – на почетния знак на Университета за национално и световно стопанство. Носител е и на други ордени и отличия. През 2009 г. му е присъден учредения „Златен жезъл – статуетка“ на Професионалната гимназия „Професор доктор Димитър Табаков“ (бившия икономически техникум) в Сливен.